# Patient Zero
Patient Zero (en español, Paciente Cero), anteriormente conocida como Patient Z (Paciente Z), es una película de terror-fantástico y thriller dirigida por Stefan Ruzowitzky, escrita por Mike Le y protagonizada por Matt Smith, Natalie Dormer, Stanley Tucci y Clive Standen. El rodaje comenzó en Londres el 3 de marzo de 2015, y Screen Gems estrenó la película el 14 de agosto de 2018.

## Sinopsis
Después de que un brote pandémico de una forma mutada de los resultados de la rabia en la mayoría de los seres humanos y se convirtieron en una nueva especie altamente inteligente conocidos como "los infectados", un superviviente humano, Morgan (Matt Smith), con la capacidad de hablar con los "infectados", investiga estas especies y persigue al "paciente cero" para encontrar un antídoto para salvar a la humanidad, incluyendo a su esposa infectada. Para ayudar a Morgan en la misión de encontrar al Paciente Cero la viróloga y doctora Gina Rose se compromete a realizar una investigación científica, mientras que el coronel Knox (Clive Standen) está a cargo del frente militar.

## Reparto
- Matt Smith como Morgan.[2]
- Natalie Dormer como Dra. Gina Rose[3]
- Stanley Tucci[4]
- Clive Standen como Coronel Knox.[5]
- Agyness Deyn como Janet.[1]
- John Bradley-West como Scooter.[6]

## Producción
El 18 de octubre de 2013 se anunció que Mike Le, el script de Patient Z, estaba en una guerra de ofertas entre los diferentes mini estudios importantes que querían conseguir los derechos de la película, Appian Way estaba a punto de llevarlo a cabo junto a Searchlight Pictures Fox y Syfy Films, mientras que Warner Bros. también estaba en conversaciones. Otros estudios en licitación fueron Silver Pictures, Davis Entertainment, Broken Road Productions, Donners' Company, Vincent Newman Entertainment y Misher Films. El script se encuentra en un mundo posapocalíptico, sobre un hombre que tiene que encontrar un antídoto para su infectada mujer zombi. Revelado por TheWrap el 29 de octubre de 2013, Screen Gems ganó la guerra de ofertas entre otros estudios y adquirió los derechos de distribución en Estados Unidos de la película titulada Patient Zero, la que Vincent Newman eligió para producir a través de su productora Vincent Newman Entertainment. El director austriaco Stefan Ruzowitzky fue elegido para dirigir la película el 2 de mayo de 2014.
El 24 de septiembre de 2014, Natalie Dormer fue elegida para protagonizar la película de zombis Patient Zero. Matt Smith se unió a la película el 20 de noviembre de 2014. El 22 de enero de 2015, Stanley Tucci se unió al elenco para interpretar el papel de villano de un profesor infectado que se vuelve muy violento. John Bradley-West fue agregado al reparto de la película el 20 de febrero de 2015. Clive Standen se unió a la película el 24 de febrero de 2015 para interpretar al Sargento Knox, un duro líder militar que hace todo lo posible para controlar la situación tremendamente incontrolable creada por nuevas especies. La participación de Agyness Deyn también fue confirmada el 9 de marzo de 2015.

### Rodaje
La fotografía principal de la película comenzó en Londres, el 3 de marzo de 2015. El 9 de marzo, el shooting estaba en marcha en los Shepperton Studios de Inglaterra. El rodaje tuvo lugar en Londres el 18 de abril de 2015. También han filmado en Welwyn Garden City el 15 de abril de 2015, donde una furgoneta y el coche de SWAT fueron visto en el set.

## Estreno
En agosto de 2015, Sony Pictures Entertainment estableció la película para su estreno el 14 de agosto de 2018.
La película se estrenó en blu ray el  16 de noviembre y estará en algunos cines el 25 de enero